# Aeroportul Juína
Aeroportul Juína (IATA: JIA, ICAO: SWJN) este un aeroport din Mato Grosso, Brazilia ce deservește zona Juína. Aeroportul a fost tranzitat în 2022 de 1.978 de pasageri. A fost numit după zona deservită.
Situat la o altitudine de 330 m, aeroportul dispune de 1 pistă.

## Infrastructură

### Piste
Aeroportul dispune de o singură pistă. Pista 17/35 are suprafața de asfalt și dimensiunile 1.600 m × 30 m. 